# Николаева, Галина Григорьевна
Галина Григорьевна Николаева (род. 7 апреля 1954, Шумерлинский муниципальный округ, Чувашская АССР) — российский политик, член Совета Федерации (2012—2014).

## Биография
Родилась 7 апреля 1954 года в посёлке Красный Октябрь в Шумерлинском районе Чувашской АССР, в 1975 году окончила Чувашский государственный педагогический институт имени И. Я. Яковлева по специальности «русский язык и литература», до 1976 года работала учителем в Кабановской восьмилетней школе Шумерлинского района. С 1976 по 1979 год являлась вторым секретарём Шумерлинского районного комитета ВЛКСМ, затем до 1985 года — секретарём Чувашского областного комитета ВЛКСМ.
В 1985—1998 годах работала заместителем министра образования Чувашской Республики, с 1998 по 2000 год — в отделении Пенсионного фонда России по Чувашской Республике на должностях ведущего и главного специалиста. С 2000 по 2001 год — представитель Полномочного представительства Чувашской Республики при Президенте Российской Федерации, в 2001—2002 годах являлась первым заместителем руководителя Администрации Президента Чувашской Республики. С 2002 по 2012 год — начальник отдела, затем руководитель Чувашского регионального исполнительного комитета Всероссийской политической партии «Единая Россия».
5 июля 2012 года указом главы Чувашии М. В. Игнатьева назначена членом Совета Федерации — представителем от исполнительного органа государственной власти региона.
С июля 2012 по апрель 2014 года состояла в Комитете Совета Федерации по науке, образованию, культуре и информационной политике, с апреля по декабрь 2014 года — в Комитете по науке, образованию и культуре.
17 декабря 2014 года постановлением Совета Федерации № 595-СФ полномочия Г. Г. Николаевой досрочно прекращены с 15 декабря 2014 года.
В декабре 2014 года возглавила региональное отделение Фонда социального страхования Российской Федерации по Чувашской Республике.

## Награды
- Медаль «МПА СНГ. 25 лет» (27 марта 2017 года, Межпарламентская ассамблея СНГ) — за заслуги в деле развития и укрепления парламентаризма, за вклад в развитие и совершенствование правовых основ функционирования Содружества Независимых Государств, укрепление международных связей и межпарламентского сотрудничества[6]
- Почётная грамота Совета МПА СНГ (17 апреля 2014 года, Межпарламентская ассамблея СНГ) — за активное участие в деятельности Межпарламентской Ассамблеи и её органов, вклад в укрепление дружбы между народами государств — участников Содружества Независимых Государств[7]